# Родригеш душ Сантуш, Франсишку
Франси́шку Жозе́ Ни́на Ма́ртинш Родри́геш душ Са́нтуш (порт. Francisco José Nina Martins Rodrigues dos Santos; род. 29 сентября 1988, Коимбра) — португальский правоконсервативный политик и юрист, заместитель министра социального обеспечения в ноябре 2015, с 2015 по 2020 — лидер движения Народная молодёжь. С января 2020 — председатель Социально-демократического центра — Народной партии. Подал в отставку после поражения на парламентских выборах 2022.

## Образование и работа
Родился в семье консервативно настроенных католиков. Отец — офицер португальской армии, мать — адвокат. Франсишку был старшим из трёх братьев. Когда ему исполнилось пять лет, семья переехала из Коимбры в Вила-Нова-да-Баркинью, по месту службы отца.
Первоначально Франсишку Родригеш душ Сантуш, как принято у старших сыновей в семьях португальских офицеров, предполагал для себя военную карьеру. Окончил Военный колледж в Лиссабоне, был помощником командира роты. Но в дальнейшем изменил намерения и окончил юридический факультет Лиссабонского университета. Специализировался на публичном праве, приобрёл репутацию высококвалифицированного юриста. Работал юрисконсультом в фирме юридических услуг.

## Консервативный политик

### Лидер «Народной молодёжи»
С ранней юности Франсишку Родригеш душ Сантуш проявлял интерес к политике. Его взгляды формировались под влиянием деда — убеждённого консерватора, активиста Социал-демократической партии, функционера администрации города Оливейра-ду-Ошпитал.
В 2005 в Военном колледже выступал министр обороны Португалии Паулу Порташ. Курсант Родригеш душ Сантуш вдохновился этой речью. В 2007 он вступил в организацию Juventude Popular (Народная молодёжь, JP). С 2011 — член правоконсервативной Социально-демократический центр — Народной партии, СДЦ—НП.
В 2013 году Франсишку Родригеш душ Сантуш был избран депутатом ассамблеи лиссабонской фрегезии Карниде. В ноябре 2015 года занимал пост заместителя министра солидарности, занятости и социального обеспечения в правительстве Педру Пасуша Коэлью (министром бы представитель СДЦ—НП Педру Мота Суареш).
13 декабря 2015 года Родригеш душ Сантуш был избран председателем Juventude Popular. Под его руководством JP активно развивалась, расширяла ряды до 20 тысяч членов. Организация взяла наступательный политический стиль, подчёркнуто молодёжный имидж. Это проявлялось даже в дресс-коде на мероприятиях: вместо костюмов и галстуков рекомендовалась молодёжная мода.
В 2018 году Forbes включил Франсишку Родригеша душ Сантуша в список 30 under 30 — Law & Policy (30 до 30 — право и политика) — из тридцати «самых ярких, новаторских и влиятельных» молодых юристов и политиков.

### Председатель СДЦ—НП
На парламентских выборах 2019 СДЦ—НП под руководством Асунсан Кришташ потерпела серьёзное поражение. Встал вопрос о замене лидера партии. На съезде 26 — 27 января 2020 Франсишку Родригеш душ Сантуш выдвинул свою кандидатуру.
Бывший министр экономики Антониу Пиреш де Лима высказался против избрания Родригеша душ Сантуша. По его мнению, молодому политику следовало «поучиться демократической культуре и уважению к оппонентам». В ответ Пиреш ди Лима был немедленно освистан и практически согнан с трибуны. Большинство делегатов поддержали Родригеша душ Сантуша.
После избрания председателем Франсишку Родригеш душ Сантуш назвал себя «порождением свой партии». Он позиционировался как «новый правый Португалии» и дал понять, что, сохраняя традиции и преемственность политических поколений, намерен делать политическую ставку на молодёжь.
Приход Франсишку Родригеша душ Сантуша к руководству СДЦ—НП воспринят как взятие однозначно правого курса, без оглядки на правоцентризм. Новый председатель — убеждённый антикоммунист и антисоциалист, «культурный консерватор и экономический либерал». Важное место в мировоззрении занимают национализм и традиционализм с элементами лузотропикализма. Рассматривая Анголу как «братскую для Португалии страну», Родригеш душ Сантуш подчёркивает непримиримый антагонизм своей партии с режимом МПЛА. Он решительный противник абортов, однополых браков, сексуального воспитания в школах.
Своими политическими образцами и кумирами Родригеш душ Сантуш называет Уинстона Черчилля, Рональда Рейгана, Маргарет Тэтчер, Аделину Амару да Кошта, Паулу Порташа.

### Поражение и отставка
Перед парламентскими выборами 30 января 2022 Франсишку Родригеш душ Сантуш образно прокомментировал положение в правых силах Португалии. Он сравнил межпартийные отношения с неудавшимся семейным рождественским ужином: Либеральная инициатива — брат-хипстер и атеист, не разделяющий семейных ценностей; партия Chega — кузен-грубиян, не приветствуемый за семейным столом; Социал-демократическая партия — брат, отдалившийся от семьи и празднующий в новой компании с левыми.
Убедительную победу на выборах вновь одержала Португальская социалистическая партия во главе с премьер-министром Антониу Кошта. Результат СДЦ—НП оказался худшим в истории партии: 1,6 %. Впервые партия нет получила ни одного места в Ассамблее Республики. (Одной из причин такого итога стал резкий подъём партии Chega, которая привлекла многих правых избирателей.) Франсишку Родригеш душ Сантуш принял ответственность за поражение и заявил о своей отставке с руководящего партийного поста. На XXIX съезде 3 апреля 2022 новым лидером партии избран Нуну Мелу.

## Личная жизнь
В марте 2019 года Франсишку Родригеш душ Сантуш был помолвлен с врачом-диетологом Инеш Гуэрра Варгаш. Помолвка состоялась в Ватикане. После январского съезда СДЦ—НП Инеш Варгаш дала окончательное согласие на брак. Свадьба назначена на 4 октября 2020 года. Инеш Варгаш — давняя единомышленница и соратница своего жениха. В течение пяти лет она была его заместителем в JP. Отзывы о предстоящем бракосочетании проникнуты духом семейно-католических ценностей.
Увлечением Франсишку Родригеша душ Сантуша является футбол, он фанат лиссабонского ФК Спортинг. Его кандидатуру в председатели СДЦ—НП поддержал президент «Спортинга» Фредерику Варандаш.
Франсишку Родригеш душ Сантуш известен под прозвищами Rato и Chicão. Оба прозвища имеют характер молодёжных кличек и не отличаются особой почтительностью. Став известным политиком и партийным функционером, Родригеш душ Сантуш потребовал, чтобы к нему обращались исключительно по имени — Франсишку.
На момент избрания Франсишку Родригеш душ Сантуш был самым молодым из лидеров политических партий Португалии.